# Île Saint-Louis

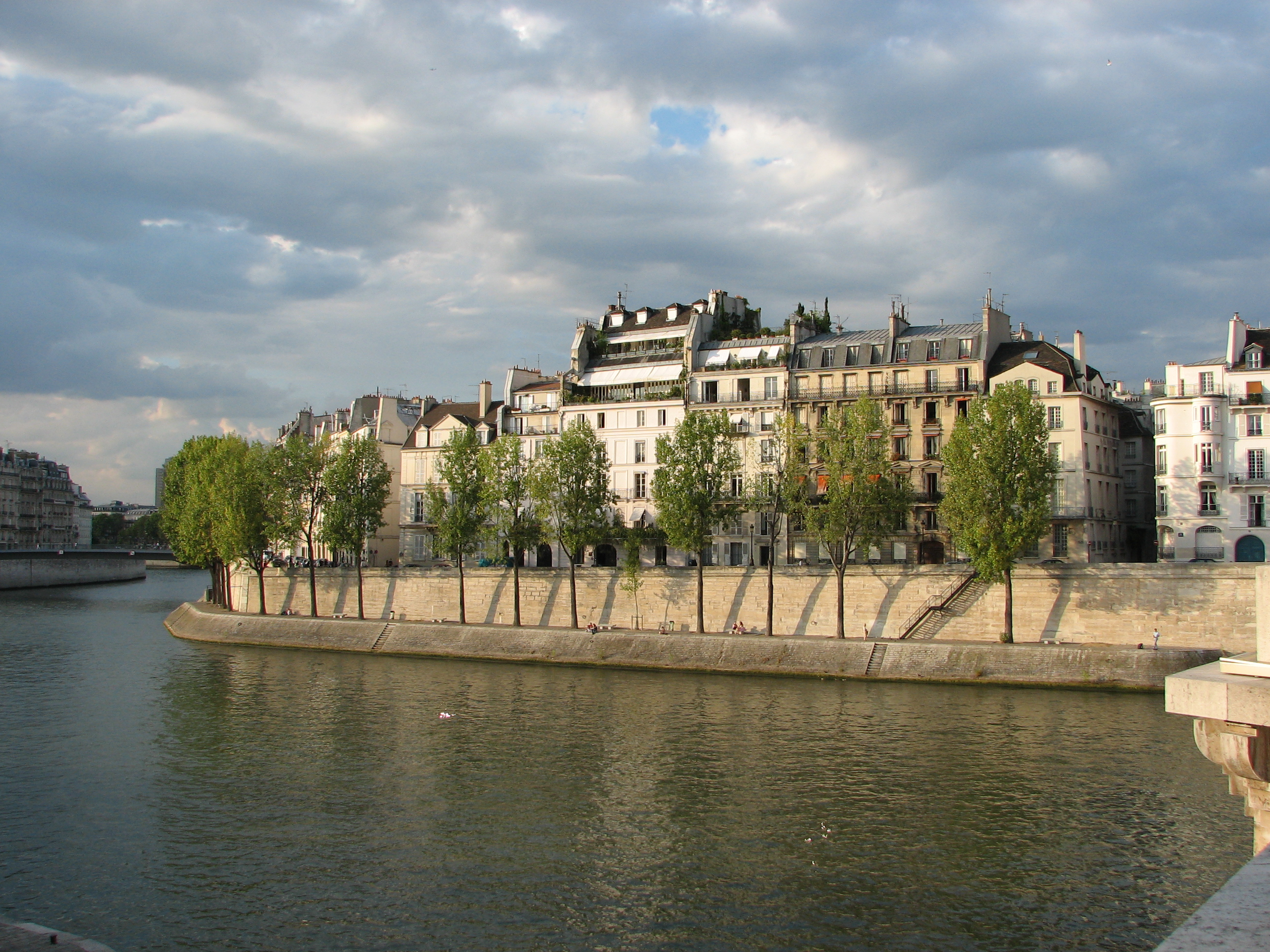
Île Saint-Louis phía kè Orléans

Bản đồ Île Saint-Louis

Île Saint-Louis là một hòn đảo trên sông Seine, gần Île de la Cité, thuộc khu vực trung tâm thành phố Paris.
Nằm ở phía sau nhà thờ Đức Bà, thuộc quận 4, hòn đảo này được mang tên của vua Louis IX. Trong thời kỳ Cách mạng Pháp, nó còn có tên Île de la Fraternité.
Vốn là kết quả của việc nối liền hai đảo Île aux Vaches ở phía đông và Île Notre Dame phía tây, Île Saint-Louis được đô thị hòa từ thế kỷ 17.

## Công trình

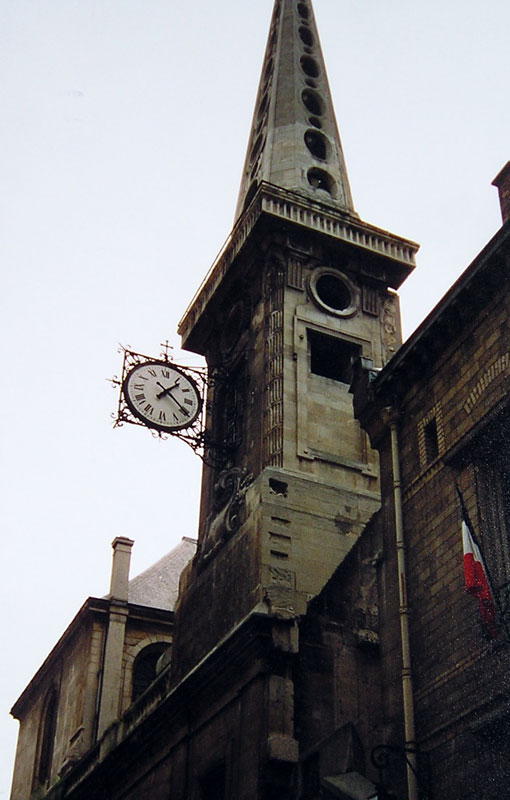
Nhà thờ Saint-Louis-en-l'île

Trên đảo Île Saint-Louis có sự hiện diện của một số công trình:
- Một công viên nhỏ với các công trình điêu khắc của Antoine-Louis Barye
- Nhà thờ Saint-Louis-en-l'Île của kiến trúc sư François Le Vau
- Hôtel de Lauzun, Hôtel Le Vau và Hôtel Lambert, bờ Anjou, của kiến trúc sư Louis Le Vau
- Tòa nhà Bretonvilliers
- Hôtel Chenizot

## Cầu
Có năm chiếc cầu nối từ đảo Île Saint-Louis:
- Cầu Saint-Louis nối với Île de la Cité
- Cầu Tournelle nối với tả ngạn sông Seine
- Cầu Louis-Philippe nối với hữu ngạn sông Seine
- Cầu Marie nối với hữu ngạn sông Seine
- Cầu Sully nối với cả hữu ngạn và tả ngạn

## Những người nổi tiếng sống tại Île Saint-Louis
- Charles Baudelaire sống ở đây từ 1842 tới 1845
- Camille Claudel ở số 19, quai de Bourbon từ 1899 tới 1913
- Léon Blum ở số 25, quai de Bourbon
- Georges Pompidou có nhà ở số 24, quai de Béthune
- Nhạc sĩ Henri Dutilleux
- Ca sĩ Georges Moustaki
- Ca sĩ Brigitte Fontaine
- Nhà văn, nhà báo Claude Sarraute
- Diễn viên Jean-Claude Brialy
- Diễn viên Édouard Baer